# Jakov Sverdlov

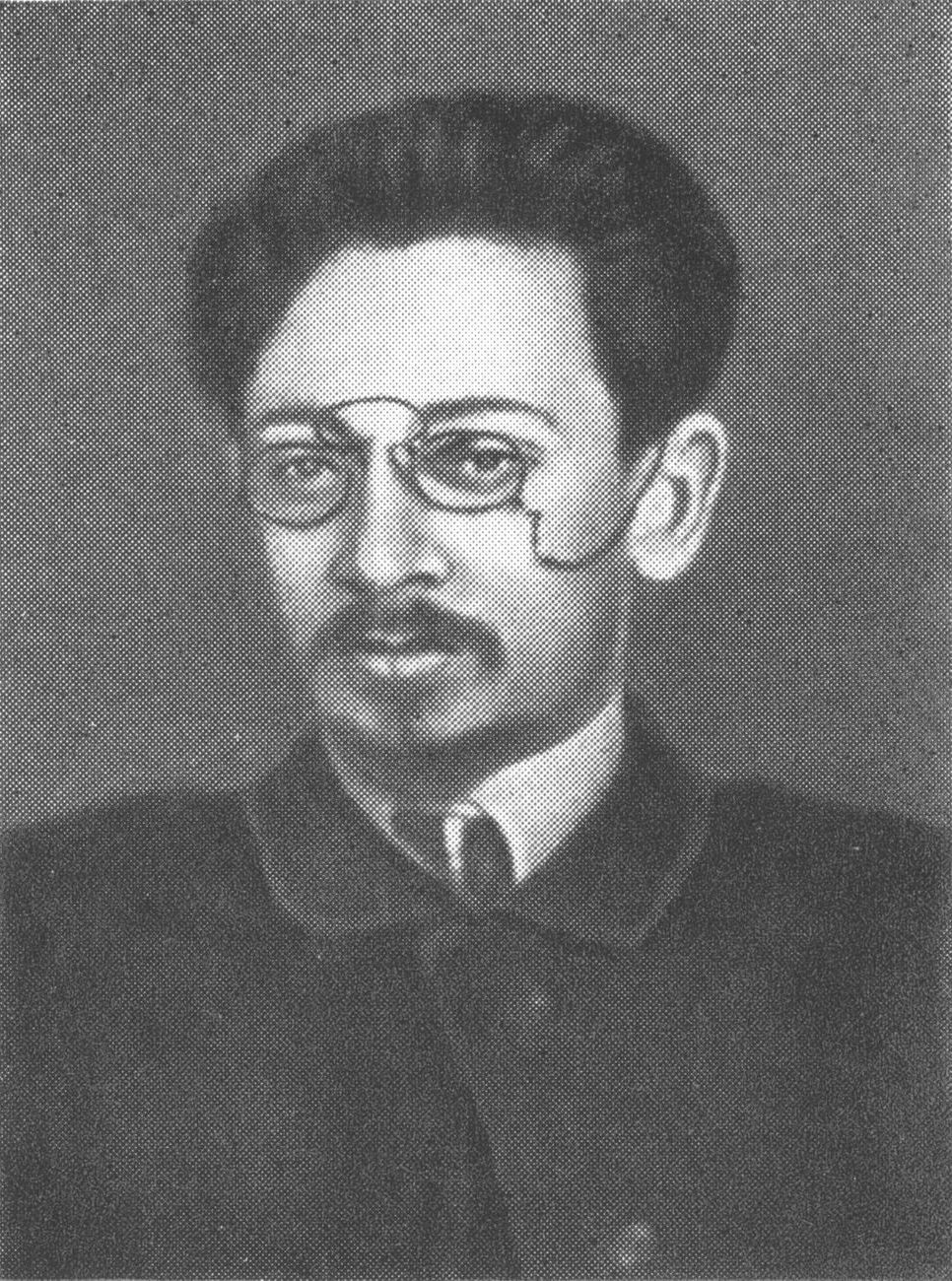
Jakov Sverdlov 1918.

Jakov Michajlovitj Sverdlov (ryska: Яков Михайлович Свердлов), född 3 juni (enl. n.s; 22 maj enl. g.s.) 1885 i Nizjnij Novgorod, död 16 mars 1919 i Moskva, var en rysk politiker och revolutionär. 
Sverdlov, som var av judisk börd, deltog redan från 16 års ålder i den revolutionära rörelsen. Han häktades 1902, men frigavs snart och anslöt sig 1903 till bolsjevikerna. För sitt deltagande i den ryska revolutionen 1905 dömdes han året därpå till straffarbete, frigavs 1909, men blev 1911 för fyra år framåt deporterad till Sibirien. Sverdlov var en av de främsta organisatörerna av oktoberrevolutionen 1917 och blev i november samma år den förste ordföranden i Allryska centrala exekutivkommittén (i praktiken statschef). Han spelade en viktig roll inför undertecknandet av freden i Brest-Litovsk, som drog Ryssland ur första världskriget i mars 1918. 
Sverdlov ses som en av de huvudansvariga för avrättningen av tsar Nikolaj II under ryska inbördeskriget 1918. 1919 avled han i spanska sjukan. År 1924 erhöll staden Jekaterinburg namnet Sverdlovsk till hans ära, men 1991 återgick man till det gamla namnet. Även en sovjetisk kryssarklass blev uppkallad efter honom, se Projekt 68bis.